# Carlos Maria Trindade
Carlos Maria Trindade Pereira (* 28. Oktober 1954 in Lissabon) ist ein portugiesischer Musiker. Er wurde einer breiteren Öffentlichkeit als Mitglied von Gruppen wie Madredeus oder Heróis do Mar bekannt.

## Leben
Nachdem er bereits im Alter von sechs Jahren Unterricht in Blockflöte und Geige zur Orff-Schulwerk-Methode an der Musikschule der Gulbenkian-Stiftung erhalten hatte, bekam er seit seinem neunten Lebensjahr Musikunterricht am Conservatório Nacional (heute Escola Superior de Teatro e Cinema) in Lissabon. 1971 gründete er mit Paulo Pedro Gonçalves die Pop/Rock-Band Soft Thurd, bevor er von 1973 bis 1976 nach England ging, wo er bei Keith Tippett Jazz studierte. 1977 schloss er sein Musikstudium am Lissabonner Nationalkonservatorium in Piano ab. Zwischen 1977 und 1980 beschäftigte er sich mit Improvisierter Musik. Er trat in dem Zusammenhang auch international auf, etwa beim VII. internationalen Mixed Media Festival in Belgien, auf den britischen Environmental Music- und Music at a distance-Festivals, und an der Universidad Complutense in Madrid.
1979 war er Gründungsmitglied der New Wave/Postpunk-Band Corpo Diplomatico. Nach deren Auflösung 1980 gründeten einige Bandmitglieder die avantgardistische Popband Heróis do Mar, darunter Paulo Pedro Gonçalves und Pedro Ayres Magalhães. Die Band hatte beträchtlichen Erfolg in Portugal, und galt als innovative Popband. Dabei sorgte ihr Marketing mit ihrer Überbetonung nationaler Begriffe für Polemik, und sie kokettierten, wenige Jahre nach der Nelkenrevolution und dem Fall des autoritären Estado Novo-Regimes, mit zum Teil vorbelasteter Symbolik. 1986, noch bevor sich Herois do Mar 1989 auflösten, gründete Trindades Bandkollege Magalhães mit anderen Musikern die Gruppe Madredeus, die die international erfolgreichste Musikgruppe Portugals wurde.
Trindade schrieb und spielte parallel zu seinen Bandaktivitäten auch selbst Musik, vornehmlich experimentellere Werke. Nach einer ersten Single 1982 veröffentlichte er 1991, zusammen mit Nuno Canavarro, das Album Mr. Wollogallo. Im gleichen Jahr wurde er A&R für die Künstler der portugiesischen PolyGram-Niederlassung, bis er 1994 die PolyGram wieder verließ und Madredeus-Mitglied wurde. Seine Tätigkeit als Komponist und Musiker der Gruppe blieb seither seine Hauptbeschäftigung. Unter dem Projektnamen Música Naïve produzierte er zuletzt wieder eigene elektronische Musik, ist aber weiterhin wesentlicher Teil der Band Madredeus und ihrer erneuten Aktivitäten.
Trindade arbeitete parallel immer wieder auch als Studiomusiker, Arrangeur und Produzent für andere Musiker in Portugal, etwa für Xutos & Pontapés, Rádio Macau, die Delfins oder auch die Fado-Sängerin Mariza.

## Diskografie (Solo)
- 1982: Princesa/Em Campo Aberto (Single)
- 1991: Mr. Wollogallu (LP/CD)
- 1996: Deep Travel (CD)
- 2011: Uma Coletânea Conventual – 20 Músicas Nómadas (Kompilation, Doppel-CD)
- 2015: Oriente (CD)